# Полуполосый скунс
Полуполосый скунс (лат. Conepatus semistriatus) — хищное млекопитающее семейства скунсовых.
Вид распространён от юга Мексики до севера Южной Америки, изолированная популяция имеется на востоке Бразилии.
Полуполосый скунс живёт в широком диапазоне сред обитания, в том числе в сухом кустарниковом лесу, на границе вечнозелёного леса, иногда в тропическом лесу; вероятно, животное адаптировано к существованию в среде с некоторым уровнем человеческого вмешательства (агролесомелиорации, опушки леса, луга, плантации и т. п.). Как правило, избегает жарких пустынных районов и густых лесов. Наибольшая плотность популяции наблюдается в скалистых областях предгорий.
Зверек небольшого размера (с длинным туловищем и короткими ногами): тело длиной 33,2–50,0 см, хвост 16,6–31,7 см, задние ступни длиной 70–102 мм. Масса 1,4–3,4 кг.
Коническая голова с длинной мордой. Маленький, по форме напоминающий рыло свиньи нос приспособлен для поиска насекомых и их личинок в почве. Уши короткие (26–35 мм), не возвышаются над макушкой, чёрного цвета с небольшим количеством белых волосков у основания. Глаза чёрные. Волосы длинные, грубые и толстые. Спина чёрная с двумя белыми полосами, тянущимися от головы до крупа. Вентральная область черноватого или тёмно-коричневого цвета. Хвост длинный (больше половины длины тела) с густой шерстью, пушистый, чёрный с белым концом. Ноги приспособлены для рытья, когти заметны.
Зубная формула: I 3 /3 , C 1/ 1 , P 2 /3 , M 1/ 2 = 32 зуба.
Это ночные, солитарные (ведущие одиночный образ жизни) животные питаются преимущественно насекомыми, ящерицами, птицами, беспозвоночными и фруктами.